# .577 Tyrannosaur
.577 Tyrannosaur (.577 Тираннозавр, .577 T-Rex) — сверхмощный охотничий патрон американского происхождения.

## История
По меркам других патронов аналогичного класса, .577 Tyrannosaur был создан сравнительно недавно — в 1993 году. Его разработала достаточно малоизвестная фирма A-SQUARE, создавшая до этого несколько других мощных патронов, не получивших, однако, широкого распространения за пределами США.
Патрон .577 Tyrannosaur был создан по просьбе двух профессиональных охотников, имевших при охоте в Зимбабве проблемы с использованием оружия под патрон .458 Winchester Magnum, поэтому в качестве «страховочного» оружия при обслуживании клиентов на сафари им потребовался более мощный боеприпас. Патрон был разработан «с нуля» — за основу не была взята ни одна из существовавших гильз, хотя калибр .577 являлся широко распространённым.
Своё название патрон получил в честь ящера — тираннозавра (известного хищного динозавра), образ которого в массовой культуре олицетворяет огромную силу и мощь.

## Особенности и применение
.577 Tyrannosaur — один из самых мощных патронов для гражданского оружия вообще (настоящий калибр пули — 0,585 дюйма, или 14,9 мм). Дульная энергия его пули колоссальна, она может, при некоторых способах снаряжения этого патрона, превышать 13 кДж. Такой энергии достаточно для надёжного поражения крупного слона с первого выстрела.
Применяется патрон практически исключительно по своему основному назначению — для стрельбы по слонам и носорогам. Свои качества (прежде всего, это касается огромной останавливающей силы пули) он проявляет в ситуациях, когда необходимо остановить нападающего разъярённого зверя на близком расстоянии за считанные секунды.
Отдача при стрельбе этим патроном настолько велика, что стрелок средней комплекции может не устоять на ногах. Впрочем, по мнению некоторых авторов, это касается только стрельбы модификациями, которые придают пуле начальную скорость примерно 730 м/с, а при скоростях пули около 650 м/с отдача переносится терпимо. Однако те же авторы признают, что при скорости пули около 780 м/с отдача становится болезненной. Фирма A-SQUARE, производящая под этот патрон также и специальные модели карабинов, снабжает их тремя гасителями отдачи (вделанными в приклад капсулами, наполненными ртутью), но и при этом отдача остаётся чрезвычайно мощной.
Патрон .577 Tyrannosaur фирмы A-SQUARE снабжается специальной недеформирующейся пулей разработки этой же фирмы массой 750 гранов (48,6 г) и начальной скоростью 732 м/с с энергией 13,025 кДж. Любители ручного снаряжения могут применять и другие виды пуль — весом до 900 гранов (58,3 г). Патрон в настоящее время производится только фирмой A-SQUARE.
Патрон стал достаточно популярен среди профессиональных охотников на крупную толстокожую дичь по причине, видимо, не только высокой мощности, но и дешевизны, если сравнивать его с другими патронами калибра .577 (например, .577 Nitro Express). Оружие под него, производящееся в основном в США, также сравнительно доступно по цене в сравнении с чрезвычайно дорогими «африканскими штуцерами» именитых европейских фирм.
При всей эффективности патрона .577 Tyrannosaur он распространён всё же достаточно узко (несмотря на активную рекламу) — по причине огромной отдачи, большого веса и дороговизны оружия под него, а также узкой сферы применения. Мощность, развиваемая этим патроном, необходима лишь охотникам, регулярно добывающим слонов, да и то далеко не во всех ситуациях.